# Maya Lawrence
Pour les articles homonymes, voir Lawrence.
Maya Lawrence, née le 17 juillet 1980 à New York, est une escrimeuse américaine spécialiste de l'épée.

## Carrière
Elle est médaillée de bronze en épée par équipes aux Jeux olympiques de Londres en 2012 avec Susie Scanlan  et les sœurs Courtney et Kelley Hurley.